# 사이코 솔저
《사이코 솔저》(Psycho Soldier)는 SNK가 제작한 진행형 슈팅 게임이다. 아케이드 전용으로 1987년에 출시됐으며, 전해에 발매됐던 《아테나》의 후속작이다. 아사미야 아테나와 시이 켄수가 사이코 에너지의 힘으로 괴물들과 맞서 싸운다는 내용이다. 비디오 게임 역사상 아이돌이 부른 보컬이 들어간 사운드트랙이 넣는 관례의 시초가 된 작품이기도 하다.
같은 해에 영국의 오션 소프트웨어가 코모도어 64, 암스트래드 CPC 및 ZX 스펙트럼으로 이식한 컴퓨터 버전을 출시했다. 주인공 2인방은 이후 1994년에 처음 출시된 《더 킹 오브 파이터즈》 격투 게임 시리즈의 고정출연 캐릭터로 데뷔했다.

## 평가
| 평가                                                                               |                    |
| ---------------------------------------------------------------------------------- | ------------------ |
| 평론 점수 평론사 점수 크래시 69%, 75% [ 2 ] 유어 싱클레어 8/10 (ZX Spectrum) [ 3 ] |                    |
| 평론 점수                                                                          |                    |
| 평론사                                                                             | 점수               |
| 크래시                                                                             | 69%, 75%           |
| 유어 싱클레어                                                                      | 8/10 (ZX Spectrum) |

## 같이 보기
- 《아테나》
- 《더 킹 오브 파이터즈》